# Étale
Pour l’article ayant un titre homophone, voir Étal.
Pour le sommet de montagne homonyme, voir L'Étale.
L’étale, ou renverse, est le moment entre deux marées où le courant est nul. Ce phénomène, se produisant plusieurs fois par jour, se situe :
- après la marée montante entre le flot et le jusant (étale de haute mer);
- après la marée descendante entre le jusant et le flot (étale de basse mer).

En général d'une durée inférieure à 20 minutes, sa durée est toutefois variable suivant les lieux et les périodes.
Il est également possible de différencier dans certains cas l’étale de courant (pas de déplacement de l'eau) de l’étale de marée (pas de changement de niveau de l'eau).